# Baptisia tinctoria
Baptisia tinctoria är en ärtväxtart som först beskrevs av Carl von Linné, och fick sitt nu gällande namn av Étienne Pierre Ventenat. Baptisia tinctoria ingår i släktet Baptisia och familjen ärtväxter. Inga underarter finns listade i Catalogue of Life.

## Bildgalleri

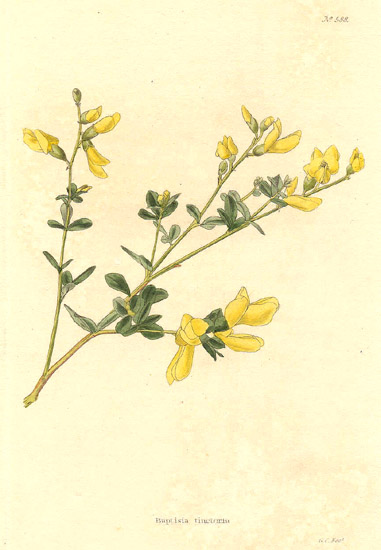
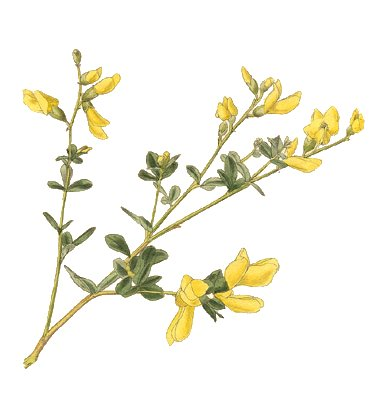
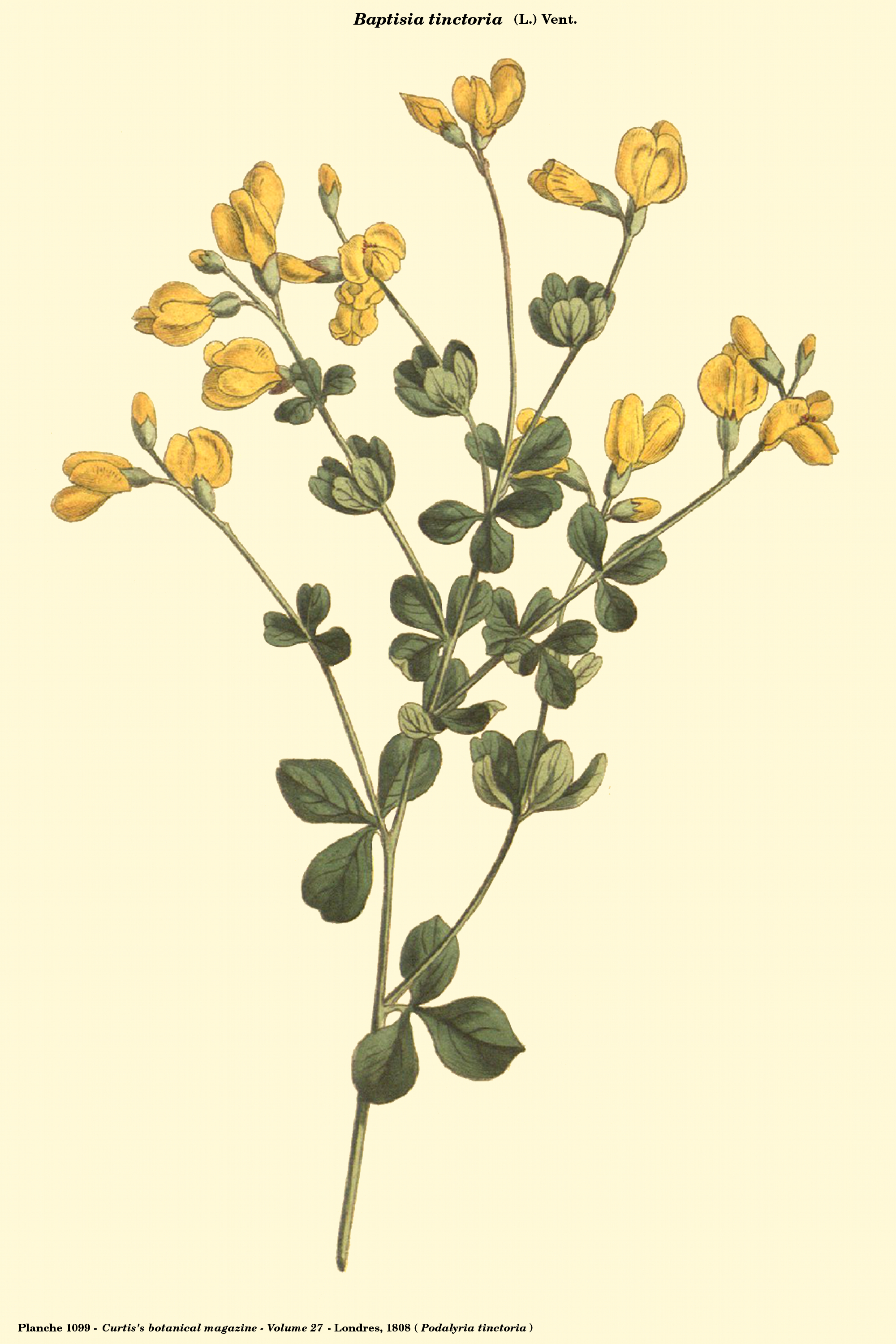
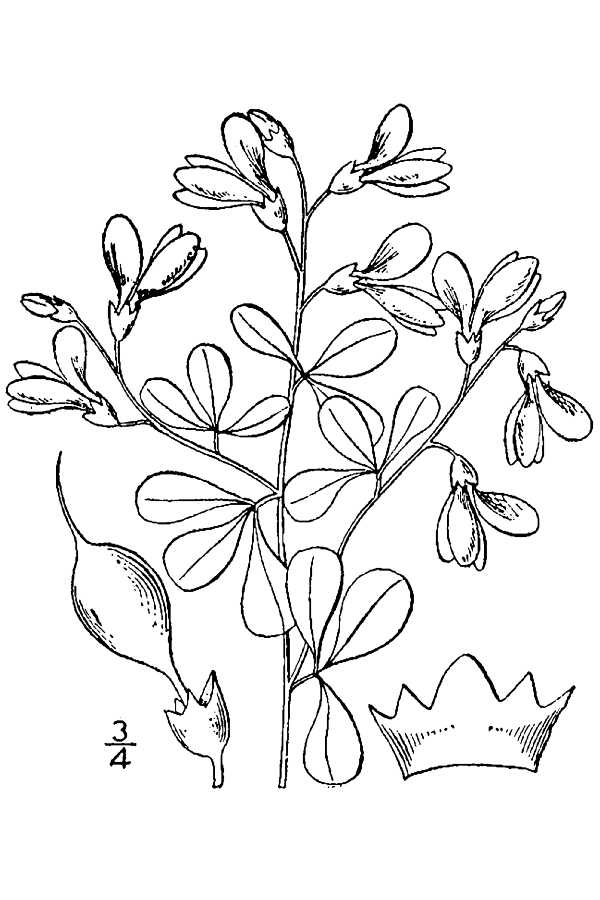